# Helena Šmahelová
Helena Šmahelová, provdaná Helena Trostová, (14. července 1910 Řestoky – 5. listopadu 1997 Rakovník) byla česká spisovatelka a autorka rozhlasových her.

## Biografie

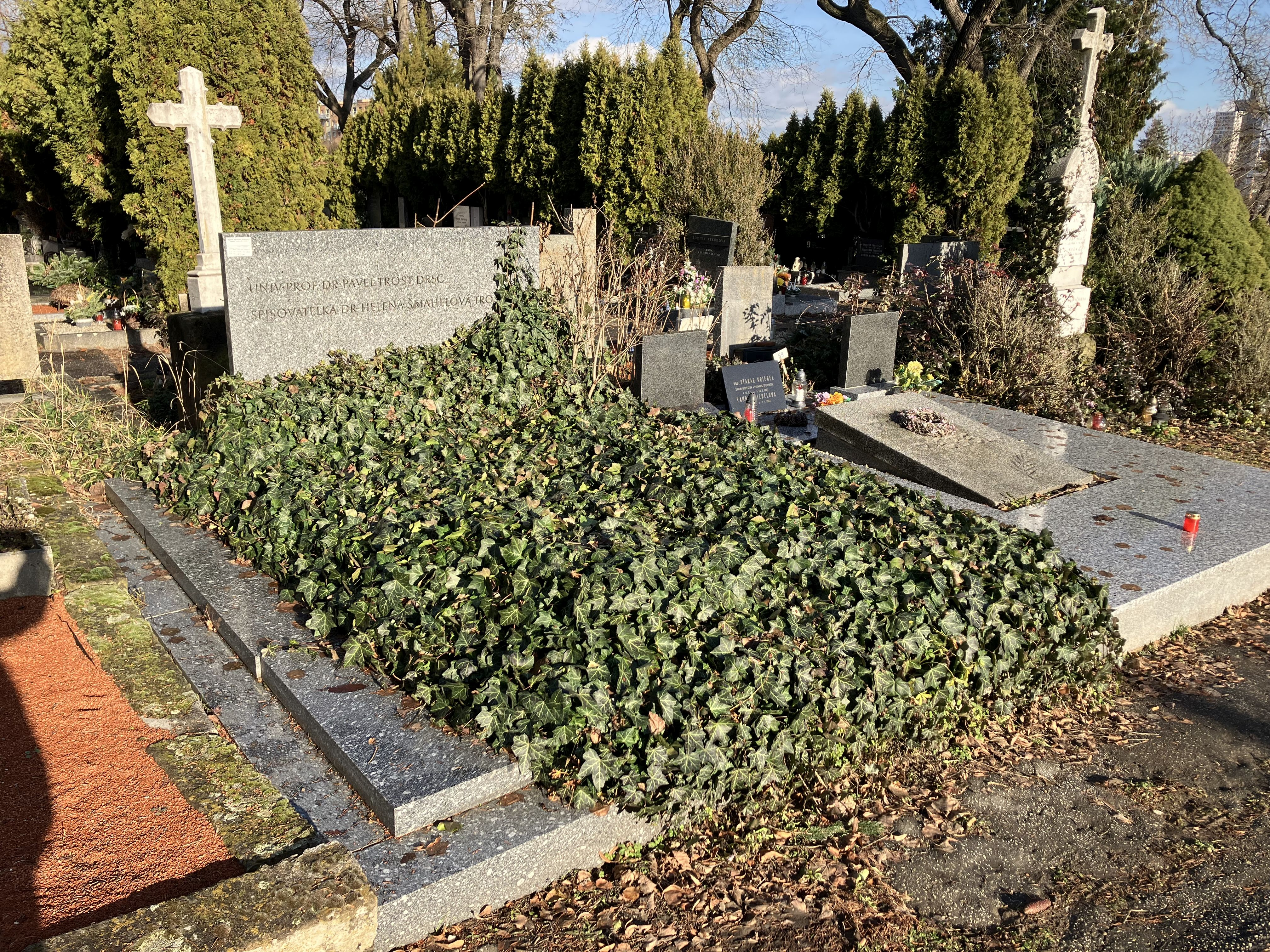
Hrob Heleny Šmahelové

Pocházela z východočeské mlynářské rodiny. Prožila poměrně rušné dětství a mládí. S rodiči pobývala na Moravě a později na Slovensku v Bratislavě, kde také zahájila své středoškolské studium na reálce. To však nedokončila, neboť se vrátila do Čech za nemocnou matkou do Ledče nad Sázavou. Po smrti obou rodičů se odstěhovala k babičce do Chrudimi, v Jaroměři se vyučila knihkupkyní. Od roku 1931 pracovala jako úřednice v chrudimské nemocenské pojišťovně. Zde se seznámila s Jaromírem Johnem, se kterým později žila a pracovala od roku 1943. Od roku 1937 až do roku 1943 pracovala v nemocenské pojišťovně v Praze, od roku 1943 žila s Jaromírem Johnem ve Slatiňanech. Od roku 1946 bydlela v Olomouci, kde John získal místo profesora na Univerzitě Palackého. Na jeho popud si také po válce dokončila vzdělání, nejprve v roce 1948 maturitou a později studiem na Filosofické fakultě Palackého univerzity, kde v roce 1952 obhájila doktorát filosofie. V roce 1952 se provdala za docenta olomoucké univerzity Pavla Trosta. Od roku 1952 do roku 1956 pak pracovala jako psycholožka v brněnské protialkoholní léčebně. V roce 1956 se odstěhovala z Olomouce do Prahy a působila jakožto spisovatelka z povolání. Kromě toho také pečovala o dílo a literární odkaz svého přítele Jaromíra Johna.
Zemřela v roce 1997 a je pohřbena na Ústředním hřbitově v Brně, sk. 39/hr. 66–67. V roce 2023 byl její hrob zarostlý vegetací a dlouhodobě neudržován. 

## Dílo

### Psychologické prózy
- 1940 Sedmý den odpočívej, novela
- 1944 Pelantovi, román, později vydán v jiné verzi pod názvem Dědicové snů

### Próza pro dospělé
- 1961 Cesta ze zármutku, novela
- 1963 Devět tisíc dnů, novela
- 1968 Sobectví, novela
- 1979 Žena roku 1900, román
- 1979 Vzpomínky na Jaromíra Johna, paměti
- 1989 Útěk postřeleného zajíce, autobiografický román

#### Románová trilogie
- 1984–1987, historie mlynářského rodu Šmahelů
  - Stíny mých otců
  - Stopy mých otců
  - Hlasy mých otců

### Tvorba pro mládež
- 1959 Mládí na křídlech
- 1957 Velké trápení (později zfilmováno – viz článek o filmu Velké trápení z roku 1974)
- 1959 Magda
- 1963 Jsem už velká dívka
- 1964 Dobrá mysl'
- 1975 Žárlivost
- Chrabrovka

### Další díla
- Dědicové snů
- Dora a medvěd
- Dora na cestách
- Dům radostí
- Dva týdny prázdnin
- Já a moji drazí
- Karlínská číslo 5
- Kdy přijde Dora?
- Kůň s krávem neboli Svatba po hanácku
- Lenka a Bob
- Muž a žena
- Planá růže, růžička šípková
- Smuteční hostina
- Vůně letních jablek
- Soumrak

## Osobní život
Helena Šmahelová byla sestřenicí českého filmaře Alexandra Hackenschmieda, přítelkyní spisovatele Jaromíra Johna a manželkou jazykovědce Pavla Trosta.